# Lebia malanocrepis
Lebia malanocrepis är en skalbaggsart som beskrevs av Bates. Lebia malanocrepis ingår i släktet Lebia och familjen jordlöpare. Inga underarter finns listade i Catalogue of Life.